# Michael Callan
Pour les articles homonymes, voir Callan (homonymie).
Michael Callan, nom de scène de Martin Harris Calinief, né le 22 novembre 1935 à Philadelphie en Pennsylvanie et mort le 10 octobre 2022 à Los Angeles (Californie), est un acteur américain.

## Filmographie

### Cinéma
- 1959 :  Ceux de Cordura  (They came to Cordura) de Robert Rossen : 2de classe Andrew Hetherington
- 1959 : The Flying Fontaines de George Sherman
- 1960 : Le Mal d'être jeune (Because They're Young) de Paul Wendkos : Griff Rimer
- 1961 :  L'Île mystérieuse  (Mysterious Island) de Cy Endfield : Herbert Brown
- 1962 : Bon Voyage ! de James Neilson : Nick O'Mara
- 1962 :  Lutte sans merci (13 West Street)  de Philip Leacock : Chuck Landry
- 1965 :  Cat Ballou de Elliot Silverstein : Clay Boone
- 1972 : La Chevauchée des sept mercenaires  (The Magnificent Seven Ride)  de George McCowan : Noah Forbes
- 1975 : Lepke, le caïd (Lepke) de Menahem Golan : Robert Kane
- 1978 : Le Chat et le Canari (The Cat and the Canary) de Radley Metzger : Paul Jones
- 1995 : Leprechaun 3 de Brian Trenchard-Smith (vidéo) : Mitch

### Séries télévisées
- L'Homme de fer
- Sur la piste du crime
- Section 4
- Rick Hunter
- Super Jaimie
- La croisière s'amuse
- Drôles de dames
- L'île fantastique
- L'Homme qui tombe à pic
- Hooker
- K 2000
- Superboy
- Arabesque